# نيو ليسبون (نيويورك)
نيو ليسبون (بالإنجليزية: New Lisbon, New York)‏ هي بلدة أمريكية تقع في الولايات المتحدة في مقاطعة أوتسيغو، نيويورك. يقدر عدد سكانها بـ 1,114 نسمة ومساحتها 115.7 كم2 وترتفع عن سطح البحر 522 متر.

## أعلام
- هنري بينيت
- إزرائيل راسيل